# 卡德里奥宫
卡德里奥宫是爱沙尼亚首都塔林的一座富丽堂皇的建筑，位于卡德里奥区的一个公园内。

## 历史
1718年-1725年，俄罗斯帝国彼得一世在此修建临时的避暑住宅。负责设计的是意大利建筑师尼科洛·米凯蒂。建筑风格为巴洛克式。目前宫殿开辟为卡德里奥艺术博物馆，为爱沙尼亚艺术博物馆的一个分馆，用于展示16到20世纪的国际艺术品。在公园附近不远处有爱沙尼亚艺术博物馆的另一个分馆库姆美术馆，专门展示从18世纪以来的爱沙尼亚艺术品。